# 美濃忠
株式会社美濃忠（みのちゅう）とは、 愛知県名古屋市中区丸の内に本店がある和菓子店。
美濃忠の棹菓子は名古屋では上等な進物用和菓子の代表格として知られるが、「名古屋を出ない」「日持ちがしない」「特定期間しか販売しない」の"3ない方針"を持つため、地元以外での知名度は高くない。

## 年表
- 1854年（安政元年） - 美濃屋として創業[2]。
- 1952年（昭和27年） - 合資会社美濃忠を設立[3]
- 1982年（昭和57年）10月 - 株式会社美濃忠を設立[3]。

## 沿革

### 桔梗屋
尾張藩初代藩主の徳川義直が名古屋城に入城した際、桔梗屋は駿府城から同行して名古屋入りし（駿河越し）、その後尾張藩の御用達となった。古さにおいても格においても、名古屋において桔梗屋は両口屋是清と双璧をなしていた。伊藤呉服店（後の松阪屋）では顧客ひとりひとりに桔梗屋の菓子を提供して喜ばれたという。

### 美濃忠の創業
桔梗屋で長年奉公した初代伊藤忠兵衛は、子どもがいない桔梗屋から養子の打診があったが、これを断って独立した。安政元年（1854年）に名古屋城下の和泉町（現・名古屋市中区丸の内）に創業してのれん分けを許されるとともに、桔梗屋の目玉商品である上り羊羹や初かつをの製法も受け継いだ。同じように桔梗屋から独立した和菓子店としては、弘化3年（1846年）の鍋屋町の河村屋、嘉永元年（1848年）の下茶屋町の不老園、宮町の松川屋、南桑名町の中野屋などがある。
忠兵衛の独立当初の屋号は美濃屋だったが、後に自身の名から一字を採った美濃忠に改めている。なお、桔梗屋は明治中期に途絶えている。1911年（明治44年）には東京・赤坂溜池で開催された第1回帝国菓子飴大品評会や京都で開催された京都博覧会などに出品し、その品質が高く評価された。1934年（昭和9年）に松阪屋で開催された勅題菓子展覧会には「美の忠」として出品している。戦前には桔梗屋からのれん分けされた和菓子店で作る菓選会という会合があり、美濃忠に加えて泉万、不老園、河村屋、松川屋の5店が代表格だった。

### 戦後の美濃忠
初代の創業以前から建っていた本店は太平洋戦争の戦火を免れており、建築から200年以上を経ていたとされる。3代目伊藤忠兵衛は数多くの財界人を輩出した名古屋市立名古屋商業学校を卒業し、茶人とのつながりを深めて様々な流派から菓子の用命を受けた。3代目は松坂屋名古屋本店、丸栄百貨店、名鉄百貨店、オリエンタル中村百貨店（現・名古屋三越栄店）などに積極的に出店を進め、1952年（昭和27年）に合資会社美濃忠を設立した。
5代目の伊藤健一の時代、1981年（昭和56年）3月15日には初の支店として檀渓通店を出店した。1982年（昭和57年）10月には株式会社美濃忠を設立して合資会社から組織変更。さらに平和公園店の新規開店、本社工場や本店店舗の新築などを行った。6代目の伊藤好子の時代には、親子和菓子教室などのイベントを開催して若い世代への働き掛けを行っている。

## 主な商品
- 羊羹
  - 上り羊羹 - 一般的な練り羊羹ではなく蒸し羊羹である[7]。材料に寒天を用いず、小麦粉を少なくしたこしあんをゆっくり蒸すことで、舌に乗せると溶けるほど柔らかく、小豆の味を活かした甘みがあるとされる[2]。初かつをとともに美濃忠の代名詞とされ、和菓子業界や茶道界から高く評価されている[7]。「上り羊羹といえば美濃忠、美濃忠といえば上り羊羹」と言われ[8]、日本における「蒸し羊羹の雄」とされる[9]。9月上旬から5月下旬に販売される季節菓子である[7]。発売開始の9月が近づくと、待ちきれない客から電話が殺到するという[9]。
  - 初かつを - 上り羊羹と同じく蒸し羊羹の一種であり[7]、ういろうと葛ねりの中間の棹菓子である[2]。淡紅色で切り口が縞目になっていることが名称の由来である[2]。2月上旬から5月下旬に販売される季節菓子である[7]。
  - 栗むし羊羹 - 大粒の栗を用いた蒸し羊羹であり、黒砂糖を加えた和風カステラ生地を組み合わせている[7]。
- 銘菓
  - ごっさま - カステラ生地の焼き皮でこしあんを包んだ饅頭である。徳川義直の妻である高原院（春姫、安芸御前）の敬称は「ごぜんさま」であり、名古屋弁で奥様や女性を指す一般名詞に転じた[7]。EXILEの岩田剛典はフジテレビ系列のEXILEカジノJPでごっさまを紹介するなどしており、ごっさまをまとめ買いしていくEXILEファンもいるという[10]。
- 上生菓子
- ぜんざい

## 店舗
美濃忠の直営店は名古屋市内にしか存在しない。客が商品を裏返さずに済むよう、生菓子の包装にはテープを使わない。
- 本店 - 愛知県名古屋市中区丸の内一丁目5番31号。堀川の五条橋に近く[2]、重厚な構えの門を持つ[7]。
- 檀渓通店 - 愛知県名古屋市昭和区檀渓通4-13-1。山崎川の河岸にある[2]。
- 平和公園店 - 愛知県名古屋市千種区猫洞通2-22。

## 歴代当主
- 初代 伊藤忠兵衛
- 2代 伊藤忠兵衛（伊藤金三郎）
- 3代 伊藤忠兵衛（伊藤忠平）
- 4代 伊藤泰吉
- 5代 伊藤健一
- 6代 伊藤好子
- 7代 伊藤裕司